# Futuraskolan

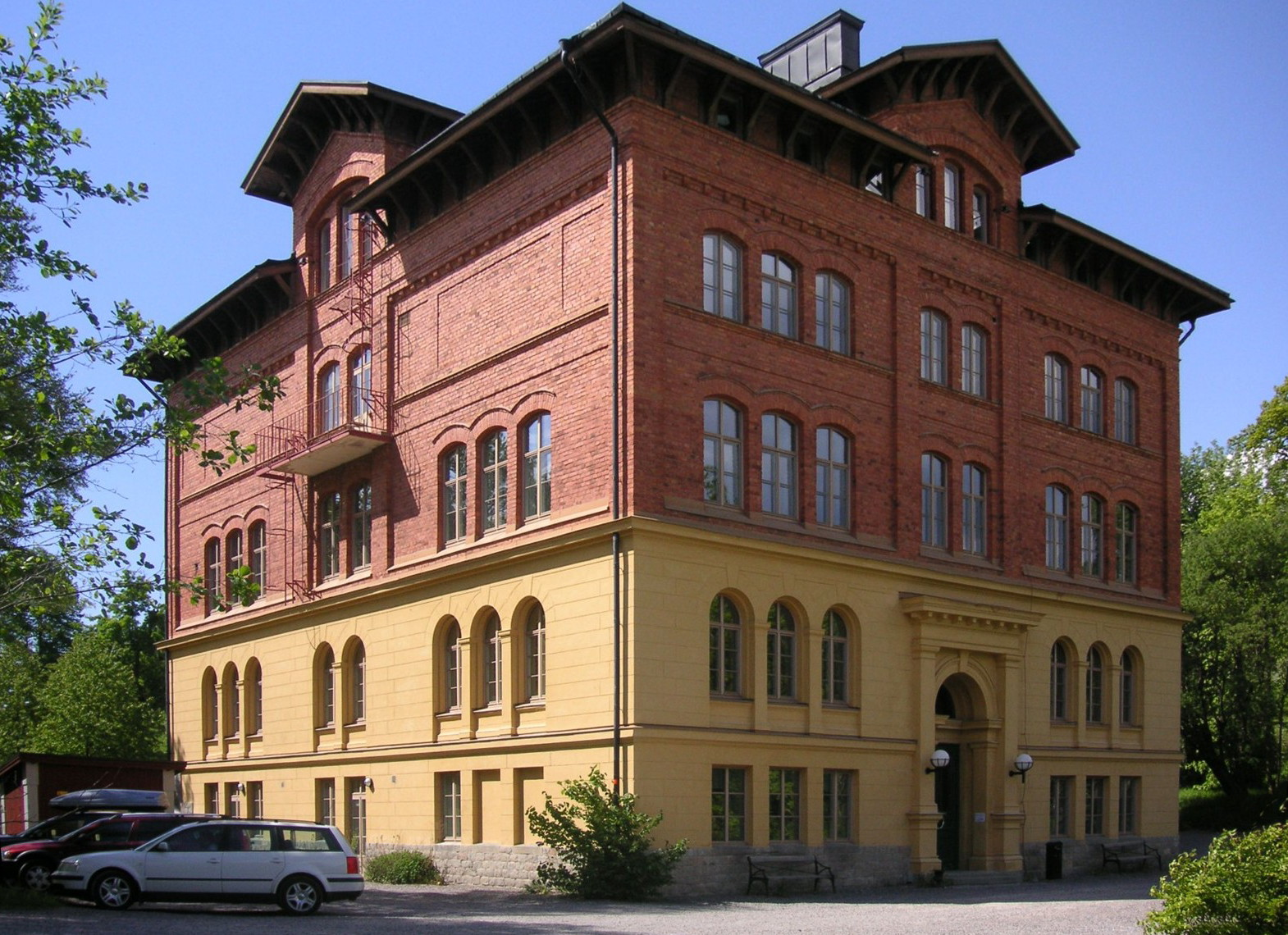
Futuraskolan Rådan i Sollentuna kommun.

Futuraskolan är ett familjeägt friskoleföretag som driver förskolor och skolor i bland annat Stockholms, Lidingö, Sollentuna kommun och Täby kommun. 
Företaget driver 7 skolor och 7 förskolor. Verksamheten följer den svenska läroplanen men kompletterar denna med de internationella programmen International Primary Curriculum (IPC) och International Middle Year Curriculum (IMYC).
En av företagets skolor, Futuraskolan International School of Stockholm, har ett särskilt tillstånd från Skolinspektionen, då det är en skola för tillfälligt bosatta i Sverige. Engelska är undervisningsspråket och skolan följer en internationell läroplan, inte den svenska läroplanen.